# Rainbow (Schiff, 1892)
Die Rainbow, auch HMS Rainbow und später HMCS Rainbow, war ein kleiner Geschützter Kreuzer der Apollo-Klasse der britischen Marine (1892–1909) und später kanadischen Marine (1910–1920).

## Baugeschichte
Die Apollo-Klasse war die größte Kreuzer-Klasse der britischen Royal Navy.  Es wurden 21 dieser kleinen Geschützten Kreuzer von 1889 bis 1894 auf zehn verschiedenen Werften gebaut und im Zweiten Burenkrieg sowie zwölf noch im Ersten Weltkrieg eingesetzt. Die Aufträge für die Kreuzer wurden auf der Basis des britischen Flottengesetzes von 1889 erteilt.
Die Rainbow lief am 25. März 1891 als HMS Rainbow bei der Palmers Shipbuilding and Iron Company in Jarrow am Tyne als zweiter dort gebauter und vierzehnter Kreuzer dieser Klasse vom Stapel.  Die Bauwerft baute insgesamt drei Kreuzer vom Typ Apollo mit der HMS Pique, der Rainbow und der HMS Retribution.

## Einsätze

### Royal Navy
1893 wurde die Rainbow in Dienst gestellt.  Von 1895 bis 1898 war sie auf der China Station in Hongkong und dann von 1898 bis 1899 bei der Mittelmeerflotte in Malta.  Ab 1900 war die Rainbow nicht mehr so häufig im Einsatz und führte noch einige Ausbildungsreisen von England aus durch.  Ab 1907 wurde sie nicht mehr eingesetzt und 1909 endgültig außer Dienst gestellt.

### Royal Canadian Navy
Die Rainbow wurde 1910 an die Royal Canadian Navy abgegeben und als Her Majesty’s Canadian Ship/HMCS Rainbow am 4. August 1910 in Portsmouth in Dienst gestellt. Dazu erhielt die neue Marine noch den Kreuzer 1. Klasse Niobe. Die beiden alten Kreuzer sollten Mannschaften ausbilden. Die Rainbow lief mit einer unter Vertrag genommenen Besatzung von 300 Mann unter Commander J.D.D. Stewart, R.N., von Portsmouth durch die Magellanstraße an die kanadische Pazifikküste nach Esquimalt, British Columbia, wo sie am 7. November 1910 eintraf und dort endgültig das zweite kanadische Kriegsschiff wurde, da die Niobe vor ihr an der kanadischen Ostküste eingetroffen war. Empfangen wurde die Rainbow von der Sloop Shearwater, die dort von der Royal Navy stationiert war. Neben Ausbildungsaufgaben führte die Rainbow Freundschaftsbesuche durch und übernahm auch Fischereischutzaufgaben. 1911 erhielt sie mit Commander Walter Hose einen Offizier der Royal Canadian Navy als Kommandanten, der zuvor auch in der Royal Navy gedient hatte. Allerdings mangelte es an Mannschaften, da nicht alle der ursprünglichen Besatzung ihre Verträge verlängerten und die Werbung kanadischen Personals nur schleppend erfolgte. Darunter litt die Einsatzbereitschaft des Kreuzers. Erst als im Juli 1913 Bürger an der Westküste eine Freiwilligengruppe gründeten, besserte sich dies. Offizielle Anerkennung fand dies allerdings erst nach dem Kriegsausbruch mit der Bildung der Royal Naval Canadian Volunteer Reserve.

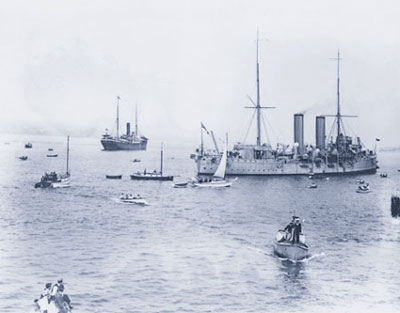
Rainbow und die Komagata Maru

Im Juli 1914 wurde die Rainbow nach Vancouver befohlen, um bei der Lösung eines Konfliktes behilflich zu sein. Dort war der Dampfer Komagata Maru am 23. Mai eingetroffen, der 354 Sikh-Immigranten aus Indien an Bord hatte, denen nach dem kanadischen Einwanderungsgesetz die Einreise nicht erlaubt werden sollte, da dieses Gesetz insbesondere die Einwanderung aus Südasien verhindern sollte. Die Reise war von in Hongkong lebenden Indern geplant, auch um auf das restriktive kanadische Einwanderungsgesetz aufmerksam zu machen. Den Passagieren wurde kein Landgang erlaubt, obwohl es sich um britische Bürger handelte und viele zuvor in der britischen Armee gedient hatten. Zwei Monate verblieb das Schiff im Hafen. Die am 19. Juli eintreffende Rainbow sollte das Schiff zur Rückfahrt zwingen, was ihr schließlich am 23. Juli 1914 gelang. Nur 24 Passagieren wurde die Einreise nach Kanada erlaubt.

### Kriegseinsatz
Die Rainbow war 1914 das einzige kanadische Kriegsschiff an der Pazifikküste.
Sie sicherte die Westküste gegen einen befürchteten Vorstoss deutscher Seestreitkräfte. Dabei rechnete man anfangs mit zwei Kleinen Kreuzern, da die Leipzig gerade zur Ablösung der Nürnberg an der mexikanischen Pazifikküste eingetroffen war. Tatsächlich lief die Nürnberg wegen der kritischen Lage sofort zum Ostasiengeschwader zurück und nur die Leipzig verblieb an der nordamerikanischen Pazifikküste und lief zuerst nach Norden bis San Francisco.
Die Rainbow erhielt widersprüchliche Befehle, bereitete sich auf ein Gefecht mit dem vom 11. bis 18. August vor der kalifornischen Küste nach Beute suchenden moderneren Kreuzer vor, sicherte aber vorrangig nur den Abzug der britischen Sloops Shearwater und Algerine aus Mexiko nach Kanada und wartete auf die angekündigte Verstärkung der Station durch den Leichten Kreuzer Newcastle von der China Station. Der deutsche Kreuzer verschwand schließlich nach Süden, da er Nachrichten von einer Verstärkung der kanadischen Station aus China und vom bevorstehenden Kriegsbeitritt Japans erhalten hatte, das den Panzerkreuzer Izumo bereits an der mexikanischen Küste stationiert hatte.
Die Rainbow blieb das größte Kriegsschiff der Entente an der nordamerikanischen Westküste, da die japanischen Einheiten weiter nach Süden gingen und ein britischer Kreuzer auch nicht eintraf. Verstärkt wurde die kanadische Station nur durch die Übernahme der britischen Kanonenboote Shearwater und Algerine und den Ankauf zweier Unterseeboote (CC-1 und CC-2) aus Seattle, die dort für Chile in Bau waren.
Im Februar 1916 übernahm die Rainbow von einem Japanischen Kriegsschiff eine Ladung russischer Goldbarren auf See, die die russische Regierung nach Kanada in Sicherheit brachte. Die Rainbow brachte das Gold nach Vancouver, von wo es per Zug unter starken Sicherheitsvorkehrungen nach Ottawa transportiert wurde.

### Ende des Einsatzes derRainbow
Im Jahr 1917 gewann der Krieg gegen die deutschen U-Boote im Atlantik überragende Bedeutung.  Man war bemüht, möglichst viele Schiffe zu deren Abwehr in Dienst zu bringen und benötigte dazu  viel Personal. Die kanadische Regierung und die Admiralität einigten sich, die Rainbow am 8. Mai 1917 außer Dienst zu stellen und ihre Besatzung zur Atlantikküste zu transferieren, um sie dort einzusetzen.
Das alte Schiff wurde ab Juni 1917 aber wieder als Depotschiff genutzt und dann 1920 nach Seattle zum Abbruch verkauft.